# Національний парк Санґай
Націона́льний парк Санґа́й (ісп. Parque Nacional Sangay) — національний парк, розташований в еквадорських провінціях Морона-Сантьяго, Чимборасо і Тунґурауа. На території парку розташовані два діючих вулкана (Тунґурауа і Санґай), його екосистеми змінюються від вологих тропічних лісів до льодовиків.
Парк занесений до списку Світової спадщини ЮНЕСКО з 1983 року. У 1992 році він був віднесений до списку світової спадщини, що перебувають під загрозою, через нелегальне будівництво доріг, браконьєрство та освоєння територій навколо парку, проте парк був вилучений із цього списку у 2005 році.

## Галерея

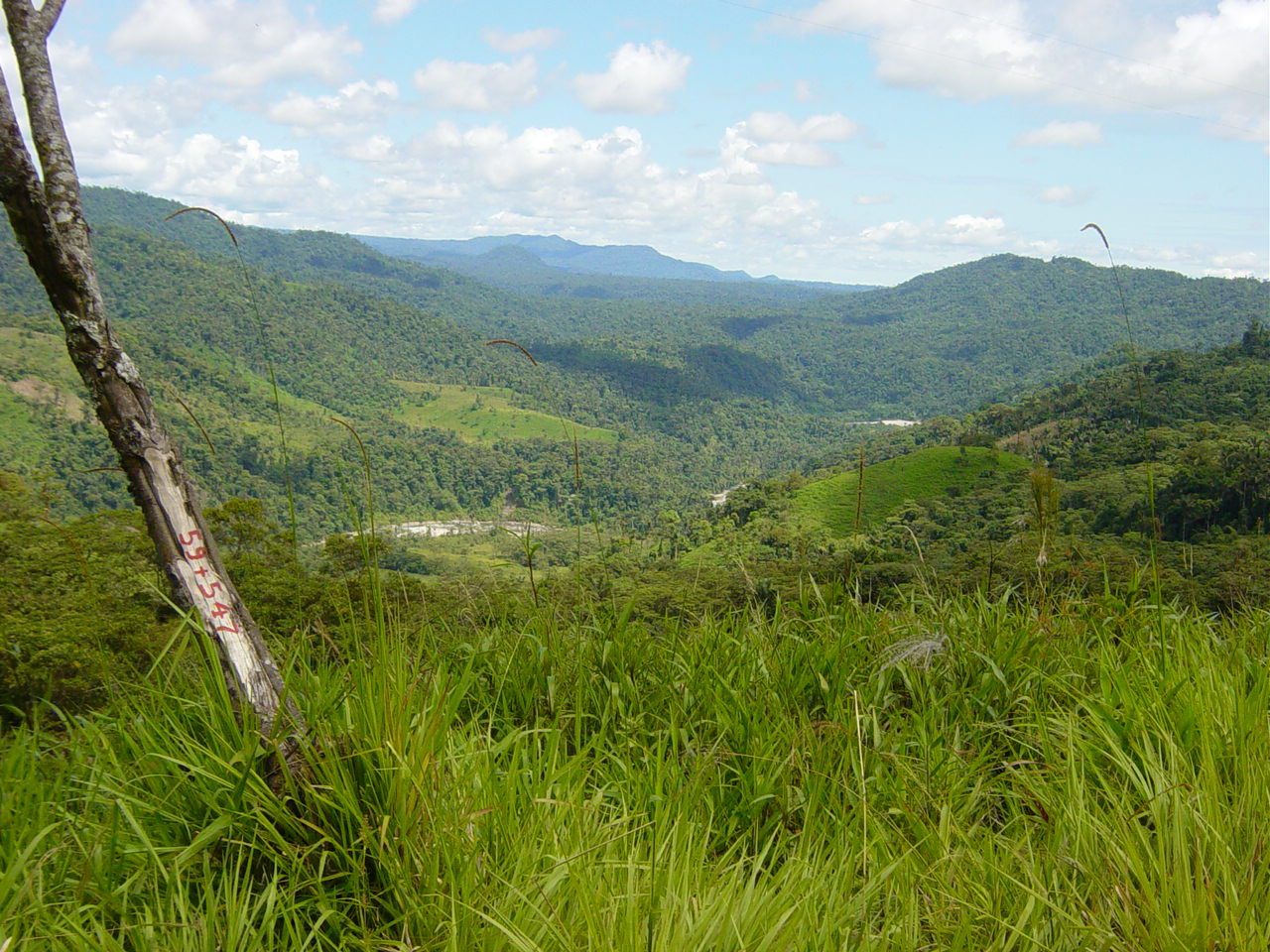
Одна з долин парку
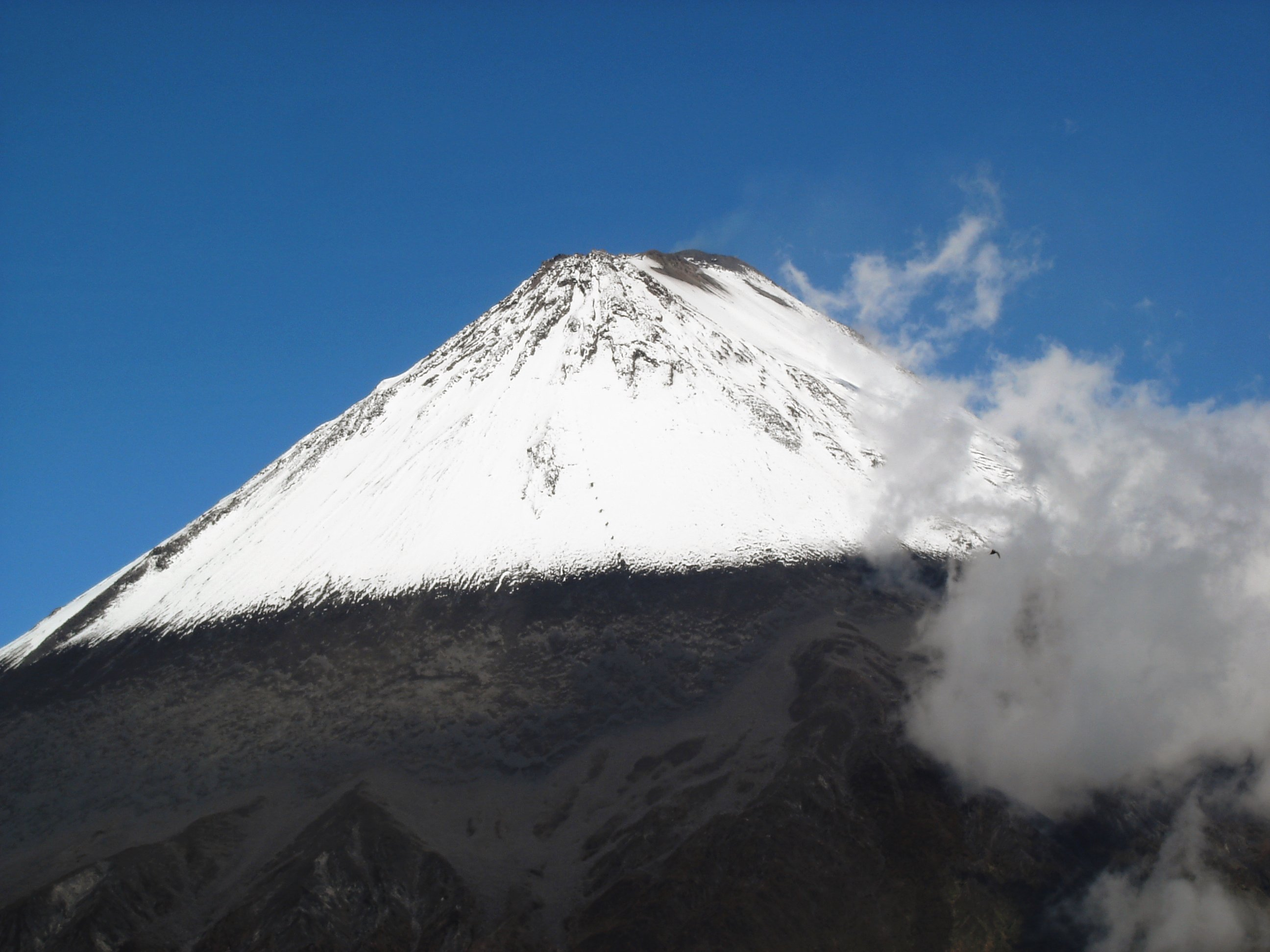
Вулкан Санґай
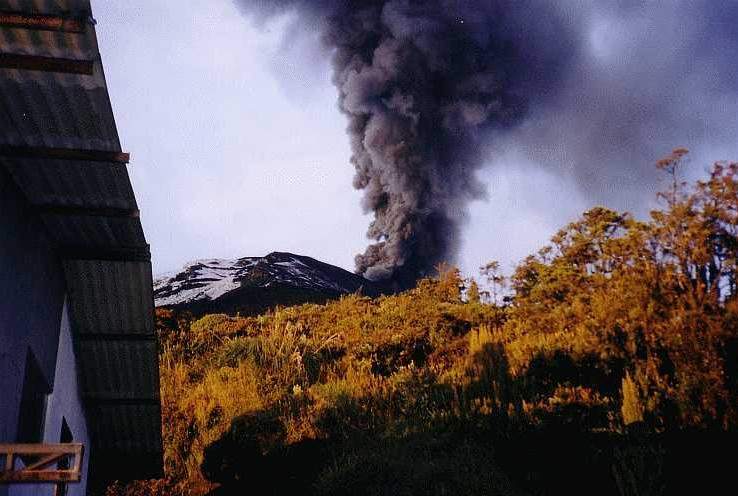
Виверження вулкана Тунґурауа, 2003 рік

| Еквадор | Це незавершена стаття з географії Еквадору. Ви можете допомогти проєкту, виправивши або дописавши її. |